# 石井健斗
石井 健斗（いしい けんと、1993年〈平成5年〉12月2日 - ）は、日本の俳優。愛知県名古屋市出身。

## 出演

### テレビドラマ
- 少年寅次郎（2019年、NHK）
- 凪のお暇（2019年、TBS）
- Heaven?〜ご苦楽レストラン〜 第7話（2019年、TBS）
- 地獄のガールフレンド（2019年、FOD）
- 絶対零度 第3話（2020年、フジテレビ）- 悪質なファン 役
- アリバイ崩し承ります 第2話（2020年、テレビ朝日）
- 女子高生の無駄づかい（2020年、テレビ朝日）- 空想世界の助手 役
- BS笑点ドラマスペシャル（2020年、NHK）- 深夜喫茶の客 役
- 鉄の骨 第1話（2020年、WOWOW） - 田巻と連む池松組社員 役
- 今野敏サスペンス 機捜235（2020年、テレビ東京）- 聞き込み調査されるヤンキー
- 誰も知らない志村けん -残してくれた最後のメッセージ-（2020年、日本テレビ）
- 明治開化 新十郎探偵帖 第5話（2021年、NHK） - 高野一助 役
- 東野圭吾 さまよう刃（2021年、WOWOW）
- アガサクリスティ・死との約束（2021年、フジテレビ） - レギュラー
- カンパニー〜逆転のスワン〜 第7話（2021年、NHK）- 高野を呼びに行くスタッフ 役
- 漂着者 第3話（2021年、テレビ朝日）
- 警視庁ひきこもり係（2021年、テレビ朝日） - レギュラー 警官 役
- オリバーな犬、 (Gosh!!) このヤロウ（2021年、NHK）
- ちむどんどん 最終話（2022年、NHK） - 歌子の娘の夫 役
- 孤独のグルメ  season10 第1話（2022年10月8日、テレビ東京） - 会社員客B 役
- シャイロックの子供たち 最終話（2022年、WOWOW） -西木を乗せて運転する運送会社社員
- 闇金ウシジマ君外伝 闇金サイハラさん 第10話（2022年、MBS・TBS） - フミくん 役
- 今野敏サスペンス 機捜235×強行班係樋口顕（2023年、テレビ東京）
- リバーサルオーケストラ Huluオリジナルストーリー ビハインドオーケストラ 第1話（2023年、日本テレビ・Hulu）- 佐々木玲緒の元カレ・S響のトロンボーン 役

### その他
- ザ!世界仰天ニュース
- 10万円でできるかな
- 直撃!シンソウ坂上
- 竹中工務店 PV
- 官公庁PV
- ソフトバンク学割 青春放題 CM
- マウスコンピューター WEBCM
- ユニクロ CM
- チコちゃんに叱られる!
- リトルアインシュタインは今
- とくダネ!
- ガッテン!
- 関ジャニQ展開!
- 世紀の大事件